# Anton Ulrik av Braunschweig-Wolfenbüttel
Anton Ulrik av Braunschweig-Wolfenbüttel, född 4 oktober 1633, död 27 mars 1714, var en braunschweigsk hertig som var regerande furste av Braunschweig-Wolfenbüttel 1685–1714.

## Biografi
Anton Ulrik var son till August II av Braunschweig-Wolfenbüttel och Dorothea av Anhalt-Zerbst.
Han regerade jämte sin bror Rudolf August från 1685 och ensam från 1704 som hertig i Braunschweig. Han övergick 1710 till katolicismen. Som medlem av den litterära Palmorden, Die fruchtbrigende Gesellschaft, bar han namnet Der Siegprangende och skrev de digra och svulstiga romanerna Die durchlauchtige Syrerin Aramena (5 band 1669-73) och Die Römische Octavia (6 band, 1685-1707), vidare sångspel och en samling av 61 andliga visor under titeln ChristFürstliches Davids-Harpfen Spiel (1667).

### Familj
Anton Ulrik gifte 1656 sig med Elisabeth Juliana, dotter till hertig Fredrik av Schleswig-Holstein-Sönderborg-Nordborg och Eleonora av Anhalt-Zerbst. Paret hade 13 barn, varav sju uppnådde vuxen ålder.
1. August Fredrik (1657–1676)
2. Elisabeth Eleonora Sofia (1658–1729), gift först med hertig Johan Georg av Mecklenburg-Mirow och därefter hertig Bernhard I av Sachsen-Meiningen
3. Anna Sofia (1659–1742), gift med Karl Gustav av Baden-Durlach
4. Leopold August (1661–1662), dog som spädbarn
5. Augustus William (1662–1731)
6. August Henrik (1663–1664), dog som spädbarn
7. August Karl (1664–1664), dog som spädbarn
8. August Frans (1665–1666), dog som spädbarn
9. Augusta Dorothea (1666–1751), gift med greve Anton Günther II av Schwarzburg-Sondershausen-Arnstadt
10. Amalia Antonia (1668–1668), dog som spädbarn
11. Henrietta Christine (1669–1753), Abbedissa i Gandersheim
12. Ludvig Rudolf (1671–1735), gift med Christine Louise av Oettingen-Oettingen (1671–1747)